# Господин Венсан
Господин Венсан (фр. Monsieur Vincent) је француски филм о Винсенту де Полу из 1947 . Године 1949. освојио је почасну награду Академије као најбољи филм на страном језику објављен у Сједињеним Америчким Државама 1948. године. Ватикан га је уврстио међу своју листу филмова из 1995. у категорији Религија, због теме филма. Пјер Френе је тумачио лик Винсента.

## Прича
Филм приказује живот Винсента де Пола, свештеника и добротворног радника из 17. века. Прича филма приказује његову борбу да помогне сиромашнима у суочавању са препрекама, као што је црна смрт.

## Награде
- 1947. године: Пјер Френе освајио је Волпи куп за најбољег глумца на Венецијанском филмском фестивалу
- 1947. године: Филм осваја Гран при француске кинематографије[2]
- 1947. године: Номинован за Златног лава, Морис Клош
- 1948: Оскар за најбољи филм на страном језику
- 1949. године: Номинован за филмске награде Британске академије за најбољи филм
- 1949. године: Награда за најбољи филм коју додељују белгијске новине специјализоване за филм
- 1950: Номинован за Златни глобус за награду Златни глобус за промовисање међународног разумевања[3][4]